# 삼국지
| 이름          | 저자                 | 권수 |
| ------------- | -------------------- | ---- |
| 사기          | 전한·사마천          | 130  |
| 한서          | 후한·반고·배인       | 100  |
| 후한서        | 유송·범엽·배송지     | 120  |
| 삼국지        | 서진·진수·배잠       | 65   |
| 진서(晉書)    | 당·방현령·배행검 등  | 130  |
| 송서          | 양·심약              | 100  |
| 남제서        | 양·소자현            | 59   |
| 양서          | 당·요사렴            | 56   |
| 진서(陳書)    | 당·요사렴            | 36   |
| 위서          | 북제·위수            | 114  |
| 북제서        | 당·이백약            | 50   |
| 주서          | 당·영호덕분 등       | 50   |
| 수서          | 당·위징 등           | 85   |
| 남사          | 당·이연수            | 80   |
| 북사          | 당·이연수            | 100  |
| 구당서        | 후진·유후 등         | 200  |
| 신당서        | 송·구양수 등         | 225  |
| 구오대사      | 송·설거정 등         | 150  |
| 신오대사      | 송·구양수            | 74   |
| 송사          | 원·토크토 등         | 496  |
| 요사          | 원·토크토 등         | 116  |
| 금사          | 원·토크토 등         | 135  |
| 원사          | 명·송렴 등           | 210  |
| 명사          | 청·장정옥 등         | 332  |
| 신원사*       | 중화민국·커샤오민 등 | 257  |
| 청사고*       | 중화민국·자오얼쑨 등 | 536  |
| v • d • e • h |                      |      |

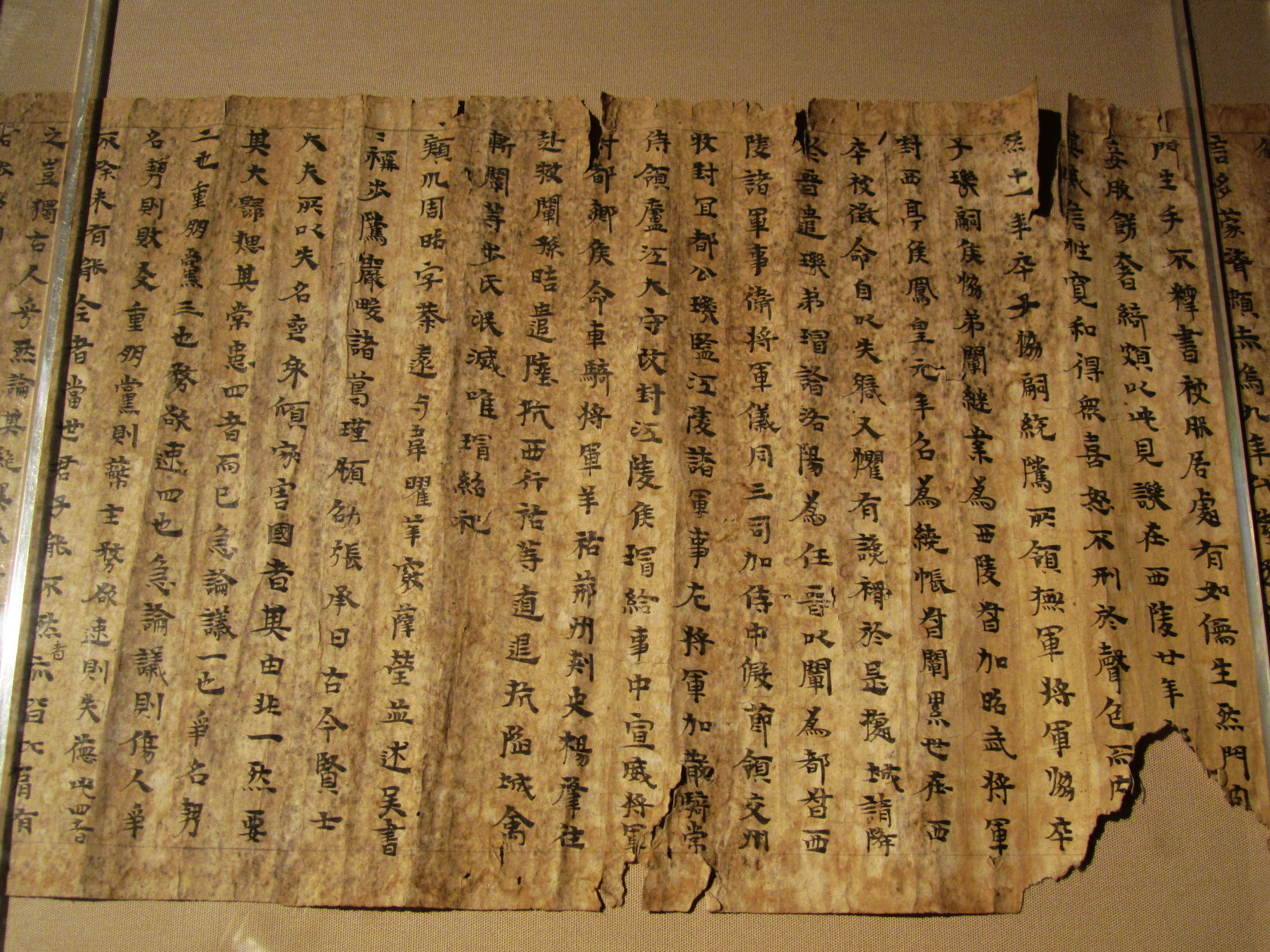

《삼국지》(三國志)는 서진(西晉)의 진수(陳壽, 233년 ~ 297년)가 쓰고 유송(劉宋)의 배송지(裴松之, 372년 ~ 451년)가 내용을 보충한 중국 삼국시대의 사찬(私撰) 역사서이다. 후한 말기부터 서진 초까지의 역사를 다루고 있다. 《사기》, 《한서》, 《후한서》와 함께 중국 전사사(前四史)로 불리며 이십사사(二十四史) 중의 하나이다.
총 65권으로 이루어져 있으며, 위서(魏書) 30권, 촉서(蜀書) 15권, 오서(吳書) 20권으로 구성돼 있다. 본래의 표제는 위지(魏志), 촉지(蜀志), 오지(吳志)인데, 송나라 이후 위서, 촉서, 오서라는 표제를 더 많이 사용하고 있다. 삼국지는 '사기', '한서'의 체계를 따라 기전체로 구성되어 있으나, 앞의 두 책과는 달리 연표를 담은 표(表)나 당시의 경제·문화를 기록한 지(志 혹은 書)가 없다.
삼국지는 위나라를 정통 왕조로 보고 쓰인 역사서이다. 진수는 황제들의 전기인 본기를 위나라의 황제들로 엮었으며, 촉과 오의 황제는 열전에 편입시켰다. 무제(武帝, 조조), 명제(明帝, 조예) 등의 제호를 붙인 것은 위나라뿐이며 촉의 유비와 유선은 각각 선주(先主)와 후주(後主)로 기술하였고, 오의 제왕들은 주(主)를 붙여 기술하거나 심지어 이름을 그대로 적기도 했다. 이러한 체계는 진수가 벼슬을 하던 진나라가 위나라로부터 선양을 받아 세워진 나라이기에 위를 정통으로 삼고 촉과 오를 비정통으로 본 데에 따른 것이다. 진수의 이러한 사관은 훗날 습착치의 《한진춘추》나 주희의 《자치통감강목》이 촉을 정통으로 보면서 논쟁을 불러일으켰다. (조위/촉한정통론에 대해서는 정통론을 참조하라.)

## 배송지주
《삼국지주》(三國志注) 또는 《배송지주》(裴松之注)는 남북조시대 송나라의 문제가 역사학자 배송지에게 명하여 삼국지에 주를 단 것으로 “배주”(裴注)라고도 하고 원문과 함께 칭할 때는 “수지배주”(壽志裴注)라고도 한다. 진수가 참고한 자료의 수가 많지 않았기 때문에 여러 책을 수집하여 주를 달게 한 것이다. 본래 주(注)는 본문의 말뜻을 주해하는 것이나 배송지는 누락된 사료를 기록하는 데 힘을 기울여 약 200여 권이 넘는 여러 사서를 인용하여 사실을 보충하고 고증하였으며 본문의 몇 가지 오류나 모순을 지적하고 시정하였다. 자신이 인용한 자료의 문제점을 지적하였으며 진수의 인물평과 함께 자기 자신의 평을 넣기도 하였다. 현재 전해지지 않는 많은 자료들을 인용하였기 때문에 그의 주는 사료적인 가치를 지니고 있다. 또한 삼국지와 더불어 삼국지 평화, 삼국지 연의에 많은 영향을 주었다.
한편 배송지주의 양과 관련하여 20세기 양익양이 삼국지의 글자수에 대해 정문이 20만 자, 주(註)가 54만 자로 주가 세 배에 가깝다고 하여 삼국지의 주가 정문을 그 양에 있어 압도하는 것으로 알려져 있으나 최근 왕정흡과 오금화가 정확히 글자를 세어 본 결과 정문(본문)의 글자수가 약 36만 8천 자 주의 글자수가 약32만 2천 자로 본문의 글자가 약간 더 많은 것으로 밝혀졌다. 위서는 본문이 약 20만 7천 자 주가 약 21만 5천자, 촉서는 본문이 약 5만 7천 자 주가 약 4만 2천 자, 오서는 본문이 약 10만 3천 자 주가 약 6만 5천 자이다.

## 목차

### 위서(魏書)

#### 본기
| ### | ###   | 제목                | 인물               | 시기(음력)                                                          | 비고 |
| --- | ----- | ------------------- | ------------------ | ------------------------------------------------------------------- | ---- |
| 권1 | 위서1 | 무제기 (武帝紀)     | 조조(曹操)         | 190년 1월 ~ 220년 1월 (후한 초평(初平) 원년 ~ 후한 건안(建安) 25년) |      |
| 권2 | 위서2 | 문제기 (文帝紀)     | 문제(文帝)         | 220년 1월 ~ 226년 5월 (후한 건안(建安) 25년 ~ 황초(黃初) 7년)       |      |
| 권3 | 위서3 | 명제기 (明帝紀)     | 명제(明帝)         | 226년 5월 ~ 239년 1월 (황초(黃初) 7년 ~ 경초(景初) 3년)             |      |
| 권4 | 위서4 | 삼소제기 (三少帝紀) | 제왕(齊王)         | 239년 1월 ~ 265년 12월 (경초(景初) 3년 ~ 함희(咸熙) 2년)            |      |
| 권4 | 위서4 | 삼소제기 (三少帝紀) | 고귀향공(高貴鄕公) | 239년 1월 ~ 265년 12월 (경초(景初) 3년 ~ 함희(咸熙) 2년)            |      |
| 권4 | 위서4 | 삼소제기 (三少帝紀) | 진류왕(陳留王)     | 239년 1월 ~ 265년 12월 (경초(景初) 3년 ~ 함희(咸熙) 2년)            |      |

#### 열전
| ###  | ###    | 제목                                            | 목록 | 비고 |
| ---- | ------ | ----------------------------------------------- | --- | ---- |
| 권5  | 위서5  | 후비전 (后妃傳)                                 | 무선변황후(武宣卞皇后), 문소견황후(文昭甄皇后), 문덕곽황후(文德郭皇后), 명도모황후(明悼毛皇后), 명원곽황후(明元郭皇后) |      |
| 권6  | 위서6  | 동이원유전 (董二袁劉傳)                         | 동탁(董卓), 이곽(李傕), 곽사(郭汜), 원소(袁紹), 원술(袁術), 유표(劉表), 유종(劉琮) |      |
| 권7  | 위서7  | 여포장홍전 (呂布臧洪傳)                         | 여포(呂布), 장막(張邈), 진등(陳登), 장홍(臧洪) |      |
| 권8  | 위서8  | 이공손도사장전 (二公孫陶四張傳)                 | 공손찬(公孫瓚), 도겸(陶謙), 장양(張楊), 공손도(公孫度), 공손연(公孫淵), 장연(張燕), 장수(張繡), 장로(張魯) |      |
| 권9  | 위서9  | 제하후조전 (諸夏侯曹傳)                         | 하후돈(夏侯惇), 하후무(韓浩), 한호(史渙), 하후연(夏侯淵), 하후패(夏侯霸), 조인(曹仁), 조순(曹純), 조홍(曹洪), 조휴(曹休), 조진(曹眞), 조상(曹爽), 등양등(鄧颺等), 하안(何晏), 하후상(夏侯尙), 하후현(夏侯玄), 허윤(許允), 왕경(王經) |      |
| 권10 | 위서10 | 순욱순유가후전 (荀彧荀攸賈詡傳)                 | 순욱(荀彧), 순유(荀攸), 가후(賈詡) |      |
| 권11 | 위서11 | 원장양국전왕병관전 (袁張凉國田王邴管傳)         | 원환(袁渙), 원패(袁霸), 장범(張範), 장승(張承), 양무(涼茂), 국연(國淵), 전주(田疇), 왕수(王脩), 왕포(王褒), 병원(邴原), 관녕(管寧), 왕열(王烈), 장천(張臶), 호소(胡昭) |      |
| 권12 | 위서12 | 최모서하형포사마전 (崔毛徐何邢鮑司馬傳)         | 최염(崔琰), 손융(孔融), 모개(毛玠), 서혁(徐奕), 하기(何夔), 하증(何曾), 형옹(邢顒), 포훈(鮑勛), 사마지(司馬芝), 사마기(司馬岐) |      |
| 권13 | 위서13 | 종요화흠왕랑전 (鍾繇華歆王朗傳)                 | 종요(鍾繇), 종육(鍾毓), 화흠(華歆), 왕랑(王朗), 왕숙(王肅) |      |
| 권14 | 위서14 | 정곽동유장유전 (程郭董劉蒋劉傳)                 | 정욱(程昱), 정효(程曉), 곽가(郭嘉), 동소(董昭), 유엽(劉曄), 유도(劉陶), 장제(蔣濟), 유방(劉放), 손자(孫資) |      |
| 권15 | 위서15 | 유사마양장온가전 (劉司馬梁張溫賈傳)             | 유복(劉馥), 유정(劉靖), 사마랑(司馬朗), 양습(梁習), 왕사(王思), 장기(張旣), 유초(游楚), 장집(張緝), 온회(溫恢), 맹건(孟建), 가규(賈逵), 가충(賈充) |      |
| 권16 | 위서16 | 임소두정창전 (任蘇杜鄭倉傳)                     | 임준(任峻), 소칙(蘇則), 두기(杜畿), 두서(杜恕), 악상(樂詳), 정혼(鄭渾), 창자(倉慈) |      |
| 권17 | 위서17 | 장악우장서전 (張樂于張徐傳)                     | 장료(張遼), 악진(樂進), 우금(于禁), 장합(張郃), 서황(徐晃), 주령(朱靈) |      |
| 권18 | 위서18 | 이이장문여허전이방염전 (二李臧文呂許典二龐閻傳) | 이전(李典), 이통(李通), 장패(臧覇), 손관(孫觀), 문빙(文聘), 여건(呂虔), 왕상(王祥), 허저(許褚), 전위(典韋), 방덕(龐德), 방육(龐淯), 염온(閻溫), 장공(張恭) |      |
| 권19 | 위서19 | 임성진소왕전 (任城陳蕭王傳)                     | 임성위왕 창(任城威王 彰), 진사왕 식(陳思王 植), 소회왕 웅(蕭懷王 熊) |      |
| 권20 | 위서20 | 무문세왕공전 (武文世王公傳)                     | 《무제 제자(武帝諸子)》 풍민왕 앙(豊愍王 昻), 상상왕 삭(相殤王 鑠), 등애왕 충(鄧哀王 冲), 팽성왕 거( 彭城王 据), 연왕 우(燕王 宇), 패목왕 림(沛穆王 林), 중산공왕 곤(中山恭王 衮), 제양회왕 현(濟陽懷王 玹), 진류공왕 준(陳留恭王 峻), 범양민왕 구(范陽閔王 矩), 조왕 간(趙王 幹), 임읍상공자 상(臨邑殤公子 上), 초왕 표(楚王 彪), 강상공자 근(剛殤公子 勤), 곡성상공자 승(谷城殤公子 乘), 미대공자 정(郿戴公子 整), 영상공자 경(靈殤公子 京), 번안공 균(樊安公 均), 광종상공자 극(廣宗殤公子 棘), 동평영왕 휘(東平靈王 徽), 악릉왕 무(樂陵王 茂) |      |
| 권20 | 위서20 | 무문세왕공전 (武文世王公傳)                     | 《문제 제자(文帝諸子)》 찬애왕 협(贊哀王 協), 북해도왕 유(北海悼王 蕤), 동무양회왕 감(東武陽懷王 鑒), 동해정왕 림(東海定王 霖), 원성애왕 례(元城哀王 禮), 한단회왕 옹(邯鄲懷王 邕), 청하도왕 공(淸河悼王 貢), 광평애왕 엄(廣平哀王 儼) |      |
| 권21 | 위서21 | 왕위이유부전 (王衛二劉傅傳)                     | 왕찬(王粲), 위기(衛覬), 유이(劉廙), 유소(劉劭), 부하(傅嘏) |      |
| 권22 | 위서22 | 환이진서위노전 (桓二陳徐衛盧傳)                 | 환계(桓階), 진군(陳羣), 진태(陳泰), 진교(陳矯), 서선(徐宣), 위진(衛臻), 노육(盧毓) |      |
| 권23 | 위서23 | 화상양두조배전 (和常楊杜趙裴傳)                 | 화흡(和洽), 허초(許劭), 상림(常林), 양준(楊俊), 두습(杜襲), 조엄(趙儼), 배잠(裴潜), 배수(裴秀) |      |
| 권24 | 위서24 | 한최고손왕전 (韓崔高孫王傳)                     | 한기(韓暨), 최림(崔林), 고유(高柔), 손례(孫禮), 왕관(王觀) |      |
| 권25 | 위서25 | 신비양부고당융전 (辛毗楊阜高堂隆傳)             | 신비(辛毗), 양부(楊阜), 고당융(高堂隆), 잔잠(棧潛) |      |
| 권26 | 위서26 | 만전견곽전 (滿田牽郭傳)                         | 만총(滿寵), 전예(田豫), 견초(牽招), 곽회(郭淮) |      |
| 권27 | 위서27 | 서호이왕전 (徐胡二王傳)                         | 서막(徐邈), 호질(胡質), 왕창(王昶), 왕기(王基) |      |
| 권28 | 위서28 | 왕관구제갈등종전 (王毌丘諸葛鄧鍾傳)             | 왕릉(王凌), 영호우(令狐愚), 관구검(毌丘儉), 문흥(文欽), 제갈탄(諸葛誕), 당자(唐咨), 등애(鄧艾), 주태(州泰), 종회(鍾會), 왕필(王弼) |      |
| 권29 | 위서29 | 방기전 (方技傳)                                 | 화타(華佗), 두기(杜夔), 마균(馬鈞), 주건평(朱建平), 주선(周宣), 관로(管輅) |      |
| 권30 | 위서30 | 오환선비동이전 (烏丸鮮卑東夷傳)                 | 오환(烏丸), 선비(鮮卑), 가비능(軻比能), 부여(扶餘), 고구려(高句麗), 동옥저(東沃沮), 읍루(挹婁), 예(濊), 한(韓), 왜(倭) |      |

#### 오환선비동이전
서술이 간결하고 분명하여 명저라 일컬어져 왔다. 또한 위서의 마지막 30권인 위서 동이전(위서 오환선비동이전)에는 순서별로 부여, 고구려, 옥저, 읍루(揖婁), 예(濊), 한(韓), 왜인 등의 동양 민족 고대사에 관련된 기록이 남아 있어 중요한 연구 자료로 자리매김하고 있다. 하지만 사회적인 혼란 때문에 사료의 수집이 어려워 많은 사료를 참고하지 못하였다. 진수가 주로 참고한 사료는 왕침(王沈)의 《위서(魏書)》, 위소(韋昭)의 《오서(吳書)》, 어환(魚豢)의 《위략(魏略)》으로 알려져 있다.

##### 부여전(夫餘傳)
부여전(夫餘傳)은 총 930자(字)이며, 중국 정사(正史) 중 부여에 관한 최초의 열전(列傳)으로 그 사료적 가치가 높게 평가되고 있다. 그 내용은 부여의 위치와 강역을 비롯하여 관제·의식(衣食)·의례(儀禮)·풍속·산물(産物) 등 부여의 생활습속에 관한 상세한 상태기술과 현도군·후한(後漢)·공손씨(公孫氏) 등 중국의 제(諸) 세력과의 관계기사로 구성되어 있다. 문헌학적 연구에 의하면 기사의 1/3 정도가 《위략(魏略)》기사와 관련된 것인데, 진수가 참고한《위략(魏略)》은 배송지 주(注)에 인용된《위략(魏略)》과는 다른 이본(異本)이나, 원위략(原魏略)에 의존하였을 가능성이 크며, 《위략(魏略)》의 부여와 고구려 공통의 습속 기사는 생략된 것이라고 한다. 이러한 점에서 부여전은 종래의 과대한 평가와는 달리 전체적으로는 두찬(杜撰)이라고 할 수 있으나, 《위략(魏略)》이 멸실된 현재 부여전은 배송지 주(注)에 인용된《위략(魏略)》 기사와 함께 사료적 가치에 있어서는 다른 어떠한 사서(史書)보다 중요하다고 할 것이다.

### 촉서(蜀書)
| ###  | ###    | 제목                                            | 목록 | 비고 |
| ---- | ------ | ----------------------------------------------- | --- | ---- |
| 권31 | 촉서1  | 유이목전 (劉二牧傳)                             | 유언(劉焉), 유장(劉璋) |      |
| 권32 | 촉서2  | 선주전 (先主傳)                                 | 유비(劉備) |      |
| 권33 | 촉서3  | 후주전 (後主傳)                                 | 유선(劉禪) |      |
| 권34 | 촉서4  | 이주비자전 (二主妃子傳)                         | 《후비(后妃)》 선주감황후(先主甘皇后), 선주목황후(先主穆皇后), 후주경애황후(後主敬哀皇后), 후주장황후(後主張皇后)                              |      |
| 권34 | 촉서4  | 이주비자전 (二主妃子傳)                         | 《제자(諸子)》 유영(劉永), 유리(劉理), 태자 선(太子 璿)                                                                                        |      |
| 권35 | 촉서5  | 제갈량전 (諸葛亮傳)                             | 제갈량(諸葛亮), 제갈교(諸葛喬), 제갈첨(諸葛瞻), 동궐(董厥)                                                                                     |      |
| 권36 | 촉서6  | 관장마황조전 (關張馬黃趙傳)                     | 관우(關羽), 관흥(關興), 장비(張飛), 마초(馬超), 마대(馬岱), 황충(黃忠), 조운(趙雲)                                                             |      |
| 권37 | 촉서7  | 방통법정전 (龐統法正傳)                         | 방통(龐統), 방굉(龐宏), 방림(龐林), 법정(法正)                                                                                                 |      |
| 권38 | 촉서8  | 허미손간이진전 (許麋孫簡伊秦傳)                 | 허정(許靖), 미축(麋竺), 미방(麋芳), 손건(孫乾), 간옹(簡雍), 이적(伊籍), 진밀(秦宓)                                                             |      |
| 권39 | 촉서9  | 동유마진동여전 (董劉馬陳董呂傳)                 | 동화(董和), 유파(劉巴), 마량(馬良), 마속(馬謖), 진진(陳震), 동윤(董允), 진지(陳祗), 여예(呂乂)                                                 |      |
| 권40 | 촉서10 | 유팽요이유위양전 (劉彭廖李劉魏楊傳)             | 유봉(劉封), 자달(孟達), 팽양(彭羕), 요립(廖立), 이엄(李嚴), 유염(劉琰), 위연(魏延), 양의(楊儀)                                                 |      |
| 권41 | 촉서11 | 곽왕상장양비전 (霍王向張楊費傳)                 | 곽준(霍峻), 곽익(霍弋), 왕련(王連), 상랑(向朗), 상총(向寵), 장예(張裔), 양홍(楊洪), 비시費詩)                                                  |      |
| 권42 | 촉서12 | 두주두허맹내윤이초극전 (杜周杜許孟來尹李譙郤傳) | 두미(杜微), 주군(周羣), 두경(杜瓊), 허자(許慈), 맹광(孟光), 내민(來敏), 윤묵(尹默), 이선(李譔), 진술(陳術), 초주(譙周), 초수(譙秀), 극정(郤正) |      |
| 권43 | 촉서13 | 황이여마왕장전 (黃李呂馬王張傳)                 | 황권(黃權), 이회(李恢), 여개(呂凱), 마충(馬忠), 왕평(王平), 구부(句扶), 장억(張嶷)                                                             |      |
| 권44 | 촉서14 | 장완비의강유전 (蒋琬費禕姜維傳)                 | 장완(蔣琬), 비의(費禕), 강유(姜維) |      |
| 권45 | 촉서15 | 등장종양전 (鄧張宗楊傳)                         | 등지(鄧芝), 장익(張翼), 종예(宗預), 요화(廖化), 양희(楊戲)                                                                                     |      |

### 오서(吳書)
| ###  | ###    | 제목                                                    | 목록 | 비고 |
| ---- | ------ | ------------------------------------------------------- | --- | ---- |
| 권46 | 오서1  | 손파로토역전 (孫破虜討逆傳)                             | 손견(孫堅), 손책(孫策) |      |
| 권47 | 오서2  | 오주전 (吳主傳)                                         | 손권(孫權) |      |
| 권48 | 오서3  | 삼사주전 (三嗣主傳)                                     | 손량(孫亮), 손휴(孫休), 손호(孫皓) |      |
| 권49 | 오서4  | 유요태사자사섭전 (劉繇太史慈士燮傳)                     | 유요(劉繇), 착융(笮融), 유기(劉基), 태사자(太史慈), 사섭(士燮) |      |
| 권50 | 오서5  | 비빈전 (妃嬪傳)                                         | 오부인(吳夫人), 사부인(謝夫人), 서부인(徐夫人), 보부인(步夫人), 낭야왕부인/대의왕황후(琅邪王夫人/大懿王皇后), 남양왕부인/경회왕황후(南陽王夫人/敬懷王皇后), 반부인(潘夫人), 전부인(全夫人), 주부인(朱夫人), 하희/소헌하황후(何姬/昭獻何皇后), 등부인(滕夫人) |      |
| 권51 | 오서6  | 종실전 (宗室傳)                                         | 손정(孫靜), 손유(孫瑜), 손교(孫皎), 손환(孫奐), 손분(孫賁), 손린(孫鄰), 손보(孫輔), 손익(孫翊), 손광(孫匡), 손소(孫韶), 손환(孫桓) |      |
| 권52 | 오서7  | 장고제갈보전 (張顧諸葛步傳)                             | 장소(張昭), 장승(張承), 장휴(張休), 고옹(顧雍), 고소(顧邵), 고담(顧譚), 고승(顧承), 제갈근(諸葛瑾), 제갈융(諸葛融), 보즐(步騭), 주소(周昭) |      |
| 권53 | 오서8  | 장엄정감설전 (張嚴程闞薛傳)                             | 장굉(張紘), 장현(張玄), 엄준(嚴畯), 배현(裴玄), 정병(程秉), 징숭(徵崇), 감택(闞澤), 당고(唐固), 설종(薛綜), 설영(薛瑩) |      |
| 권54 | 오서9  | 주유노숙여몽전 (周瑜魯肅呂蒙傳)                         | 주유(周瑜), 노숙(魯肅), 여몽(呂蒙) |      |
| 권55 | 오서10 | 정황한장주진동감능서반정전 (程黃韓蔣周陳董甘凌徐潘丁傳) | 정보(程普), 황개(黃蓋), 한당(韓當), 장흠(蔣欽), 주태(周泰), 진무(陳武), 진표(陳表), 동습(董襲), 감녕(甘寧), 능통(凌統), 서성(徐盛), 반장(潘璋), 정봉(丁奉)                                                                                                   |      |
| 권56 | 오서11 | 주치주연여범주환전 (朱治朱然呂範朱桓傳)                 | 주치(朱治), 주연(朱然), 시적(施績), 여범(呂範), 여거(呂據), 주환(朱桓), 주이(朱異) |      |
| 권57 | 오서12 | 우육장낙육오주전 (虞陸張駱陸吾朱傳)                     | 우번(虞翻), 우사등(虞汜等), 육적(陸績), 장온(張溫), 낙통(駱統), 육모(陸瑁), 오찬(吾粲), 주거(朱據) |      |
| 권58 | 오서13 | 육손전 (陸遜傳)                                         | 육손(陸遜), 육항(陸抗) |      |
| 권59 | 오서14 | 오주오자전 (吳主五子傳)                                 | 손등(孫登), 손려(孫慮), 손화(孫和), 손패(孫霸), 손분(孫奮) |      |
| 권60 | 오서15 | 하전여주종리전 (賀全呂周鍾離傳)                         | 하제(賀齊), 전종(全琮), 여대(呂岱), 주방(周魴), 종리목(鍾離牧) |      |
| 권61 | 오서16 | 반준육개전 (潘濬陸凱傳)                                 | 반준(潘濬), 육개(陸凱), 육윤(陸胤) |      |
| 권62 | 오서17 | 시의호종전 (是儀胡綜傳)                                 | 시의(是儀), 호종(胡綜), 서상(徐詳) |      |
| 권63 | 오서18 | 오범유돈조달전 (吳範劉惇趙達傳)                         | 오범(吳範), 위등(魏滕), 유돈(劉惇), 조달(趙達) |      |
| 권64 | 오서19 | 제갈등이손복양전 (諸葛滕二孫濮陽傳)                     | 제갈각(諸葛恪), 섭우(聶友), 등윤(滕胤), 손준(孫峻), 유찬(留贊), 손침(孫綝), 복양흥(濮陽興) |      |
| 권65 | 오서20 | 왕누하위화전 (王樓賀韋華傳)                             | 왕번(王蕃), 누현(樓玄), 하소(賀邵), 위소(韋昭), 화핵(華覈) |      |

위의 목차는 송나라 이후에 보편화된 삼국지 목록 체계에 따른 것이다.

### 부록(附錄)
- 상삼국지주표(上三国志註表)

## 관련 도서

### 참고서
- 청나라: 전대소(錢大昭)의 삼국지변의(三國志辨疑)(3권), 양장거(梁章鉅)의 삼국지방증(三國志旁證)(30권), 항세준(杭世駿)의 삼국지보주(三國志補注)
- 최근: 노필(盧弼)의 삼국지집해(三國志集解)(고적출판사 간, 1957, 65권+보권 2권), 소연뢰(蘇淵雷)의 삼국지 금주금역(三國志今注今譯)(호남사범대학교출판사, 1991)

### 한국어 번역
- 이문열 평역 《삼국지》(10권), 민음사, 1988
- 황석영 번역 《삼국지》(10권), 창비, 2003
- 박종화 평역 《삼국지》(10권), 달궁 2009
- 첫 번역: 김원중 옮김, 《정사 삼국지》(전 4권), 민음사, 2007
- 개정 번역: ″, 《정사 삼국지》(전 4권), 휴머니스트, 2018 배송지가 주석을 단 부분 중 일부만 번역함.
- 진기환 번역 《삼국지》(전 6권) 명문당, 2019
- 김강모 번역 《정사 삼국지》(전 8권), 부크크(Bookk), 2024 ☆ 배송지가 주석을 단《정사 삼국지》를 최초로 완역 간행함.

## 관련 논문
위서(위지) 동이전 관련 부분은 제외함.
- 최진열, 〈『삼국지』 연대·지명의 오류 - 손책·손권전의 시간 오류, 적벽과 오장원 논란 등을 중심으로〉, 《동북아역사논총》 66, 동북아역사재단, 2019년

## 같이 보기
관련 주제
- 중국의 삼국 시대
- 삼국지 게임 시리즈
- 정통론
- 정사 및 연의 삼국지 인물 전체 목록

관련 문서
- 후한서
- 진서
- 진수(陳壽)
- 배잠(裴潛)